# Diocese de Salem
A Diocese de Salem (Latim:Dioecesis Salemensis) é uma diocese localizada no município de Salem, no estado de Tâmil Nadu, pertencente a Arquidiocese de Pondicherry e Cuddalore na Índia. Foi fundada em 26 de maio de 1930 pelo Papa Pio XI. Com uma população católica de 85.438 habitantes, sendo 1,6% da população total, possui 60 paróquias com dados de 2020.

## História
Em 26 de maio de 1930 o Papa Pio XI cria a Diocese de Salem através dos territórios da Arquidiocese de Pondicherry, Diocese de Mysore e da Diocese de Kumbakonam. Em 1997 a Diocese de Salem perde território para a formação da Diocese de Dharmapuri.

## Lista de bispos
A seguir uma lista de bispos desde a criação da diocese em 1930.
|                                      | Nome                               | Período         | Notas                                        |
| Bispos de Salem                      | Bispos de Salem                    | Bispos de Salem | Bispos de Salem                              |
| ------------------------------------ | ---------------------------------- | --------------- | -------------------------------------------- |
| 5º                                   | Arulselvam Rayappan                | 2021 - atual    |                                              |
| 4º                                   | Sebastianappan Singaroyan          | 2000 - 2020     | Bispo emérito dessa diocese                  |
| 3º                                   | Michael Bosco Duraisamy            | 1974 - 1999     |                                              |
| 2º                                   | Venmani S. Selvanather             | 1949 - 1973     | Nomeado arcebispo de Pondicherry e Cuddalore |
| 1º                                   | Henri-Aimé-Anatole Prunier, M.E.P. | 1930 - 1947     | Nomeado bispo de Tanagra, Grécia             |
| Administradores apostólicos de Salem |                                    |                 |                                              |
| 1º                                   | Lawrence Pius Dorairaj             | 2020 - 2021     |                                              |